# Чорба, Фёдор Арсеньевич
Фёдор Арсеньевич Чорба — российский генерал-майор в корпусе Новороссийской и Азовской губерний, потом генерал-поручик; происходил из сербской шляхты.

## Биография
Происходил из сербского дворянского рода, капитан австрийской армии. Перешёл на службу к российской императрице Елизавете Петровне в 1752 году. Служил в войсках, расположенных в Новой Сербии. Принял участие в подавлении Колиивщины и русско-турецкой войне. За бой при Базарджике был награждён орденом Святого Георгия 3 степени и был произведён в генерал-майоры.
13 октября 1773 года переведён в Казанскую губернию, где во главе Великолуцкого, Донского казачьего и Владимирского полков подавлял восстание Пугачёва. В 1774 году был отправлен в Москву для усмирения волнений, возникших в народе под влиянием бунта. Князь Волконский дал в ведение Чорба несколько конных полков, поручив ему подавить беспорядки, происходившие в поселениях между реками Клязьмой и Москвой. Вскоре после прибытия, Чорба покинул Москву и направился для поимки Пугачёва по направлению к Шацку.
В 1775 году вернулся в Малороссию, вместе с Пётром Текели участвовал в ликвидации Запорожской Сечи. На бывших землях Сечи получил в районе Гуляй-Поля около 24 000 акров. В 1784 году в чине генерал-поручика Фёдор Чорба занимал должность губернского предводителя дворянства в Екатеринославском наместничестве.

## Семья
Брат — Николай. Жена — София. Дочери — София, Екатерина, Мария, Марфа. Сын — Пётр в 1811—1814 годах был предводителем дворянства Херсонской губернии.